# Gara Câmpinița
Gara Câmpinița (ortografiat Cîmpinița în perioada comunistă), situată la kilometrul 2,1 al liniei CFR 301 Câmpina–Telega, a fost o stație feroviară construită la începutul secolului al XX-lea în orașul Câmpina, România. Clădirile gării, situate pe strada Rampei, peroanele, triajul și șinele mai există și în prezent, chiar dacă sunt scoase din uz și puternic degradate.

## Context
Una din principalele resurse ale regatului României în secolul al XIX-lea a constituit-o exploatarea sării. Principalele ocne de sare din regatul de la acea vreme, Slănic și Doftana, se aflau în județul Prahova, iar realizarea unor căi de acces în zonă pentru transportul acestui produs a constituit o prioritate. În acest scop, în 1883 a fost dată în folosință calea ferată Câmpina–Telega pentru a permite transportul de marfă, în special sare de la Doftana și lemn dinspre Valea Doftanei. Calea ferată avea capătul în Gara Câmpina, de unde produsele respective erau preluate și transportate pe magistrala CFR 300 către București și restul regatului.

## Deschidere și funcționare
Odată cu dezvoltarea rapidă a industriei de extragere și rafinare a petrolului în județul Prahova și cu începerea construcției, în 1897, a rafinăriei „Steaua Română”, a devenit necesară amenajarea unui punct de oprire în imediata apropiere a acestei unități industriale. Halta, denumită „Câmpinița”, a fost folosită atât pentru transportul petrolului brut către rafinărie și a produselor rafinate către magistrala CFR 300, dar și pentru transportul forței de muncă din și înspre localitățile învecinate. Pentru călători, ea avea avantajul că se afla în mijlocul orașului Câmpina, în timp ce așa-numita gară Câmpina de pe magistrala 300 este situată la distanță, în comuna Poiana Câmpina. Activitatea din stația de încărcare a produselor petroliere din gara Câmpinița s-a păstrat pe mai multe cărți poștale sau fotografii vechi, din care una postată pe pagina web a rafinăriei „Steaua Română”.
Gara Câmpinița nu apare pe harta județului Prahova din „Atlasul Căilor de Comunicații”, întocmit în 1897 de Ministerul Transporturilor, deși calea ferată Câmpina–Telega este reprezentată pe planuri. Gara nu este prezentă nici pe hărțile austriece din 1910, deși din nou, calea ferată este. Pe Planul Director de Tragere al zonei, întocmit de Armata României în 1914, triajul din zona rafinăriei este vizibil, dar nu există nici o reprezentare a clădirii propriu-zise a gării, sugerând că aceasta a fost construită mai târziu. În schimb, gara apare ulterior pe hărțile foarte detaliate realizate la scările 1:50000, 1:100000 și 1:200000 de topografii militari sovietici.
În perioada comunistă Câmpina a devenit un puternic centru uzinal, astfel că au fost construite numeroase ramificații ale căii ferate Câmpina–Telega care să deservească platformele industriale și fabricile din localitate, printre care rafinăria, uzina producătoare de transmisii mecanice Neptun, Atelierele Centrale (ACC) sau Turnătoria Centrală. Gara Câmpinița a fost și ea extinsă și modernizată, fiind echipată cu instalație CED-CR-2.
Un extras al Mersului Trenurilor din 1968 arată că în acel an circulau prin gară două perechi de trenuri de pasageri. Acestea aveau plecările fixate la ore utile în special navetiștilor din Telega și împrejurimi care lucrau în Câmpina. Primul tren pleca dimineața din gara Câmpina, ajungea la Câmpinița la ora 6:45, prelua navetiștii din Telega la ora 6:58 și revenea în gara Câmpina la 7:28. Cel de-al doilea pleca din Câmpina la 15:30, trecea prin Câmpinița la 15:42, ajungea în gara Telega la 15:50 și se întorcea în gara Câmpina la 16:35.
| CÎMPINA – TELEGA – CÎMPINA | CÎMPINA – TELEGA – CÎMPINA | CÎMPINA – TELEGA – CÎMPINA | CÎMPINA – TELEGA – CÎMPINA | CÎMPINA – TELEGA – CÎMPINA | CÎMPINA – TELEGA – CÎMPINA | CÎMPINA – TELEGA – CÎMPINA | CÎMPINA – TELEGA – CÎMPINA | CÎMPINA – TELEGA – CÎMPINA | CÎMPINA – TELEGA – CÎMPINA | CÎMPINA – TELEGA – CÎMPINA | CÎMPINA – TELEGA – CÎMPINA |
| 306                        | 306                        | 306                        | 306                        | 306                        | 306                        | 306                        | 306                        | 306                        | 306                        | 306                        | 306                        |
| Orar                       | Orar                       | Orar                       | Orar                       | Orar                       | Gări                       | Orar                       | Orar                       | Orar                       | Orar                       | Orar                       |                            |
| -------------------------- | -------------------------- | -------------------------- | -------------------------- | -------------------------- | -------------------------- | -------------------------- | -------------------------- | -------------------------- | -------------------------- | -------------------------- | -------------------------- |
| ↓                          | 6:33                       | 0–0                        | 15:30                      | ↓                          | 0Câmpina0                  | ↑                          | 7:28                       | 0–0                        | 16:35                      | ↑                          |                            |
| ↓                          | 6:45                       | 0–0                        | 15:42                      | ↓                          | 0Câmpinița0                | ↑                          | 7:17                       | 0–0                        | 16:24                      | ↑                          |                            |
| ↓                          | 6:53                       | 0–0                        | 15:50                      | ↓                          | 0Telega0                   | ↑                          | 6:58                       | 0–0                        | 16:05                      | ↑                          |                            |

Conform livretelor de marfă, gara Câmpinița era situată la km 2,1 al liniei Câmpina–Telega, viteza maximă de circulație prin gară a trenurilor marfare era de 30 km/h, iar masa maximă admisibilă era de 1300 tone (pentru tracțiune 060DA), respectiv 1000 tone (pentru tracțiune 040DHC). Triajul rafinăriei „Steaua Română” avea 9 linii.

## Declin și desființare
După 1968 s-a renunțat la circulația trenurilor de călători între Câmpina–Câmpinița–Ramificația Fabrica de cherestea „21 Decembrie”–Telega, linia Câmpina–Telega devenind una strict industrială, iar secțiunea Ramificația Fabrica de cherestea „21 Decembrie”–Telega a liniei Câmpina–Telega a fost demontată din teren în anii 1980. După 1990, odată cu declinul industrial al orașului Câmpina, transportul feroviar de marfă prin gara Câmpinița a scăzut și el. Desființarea fabricii de cherestea „21 Decembrie” a condus și la demontarea din teren a căii ferate între stația Câmpinița și halta Fabrica de cherestea „21 Decembrie”.
În 2009 a fost închisă rafinăria „Steaua Română”, iar traficul de marfă pe linie a devenit unul ocazional, garniturile de tren deservind intermitent alte unități industriale.

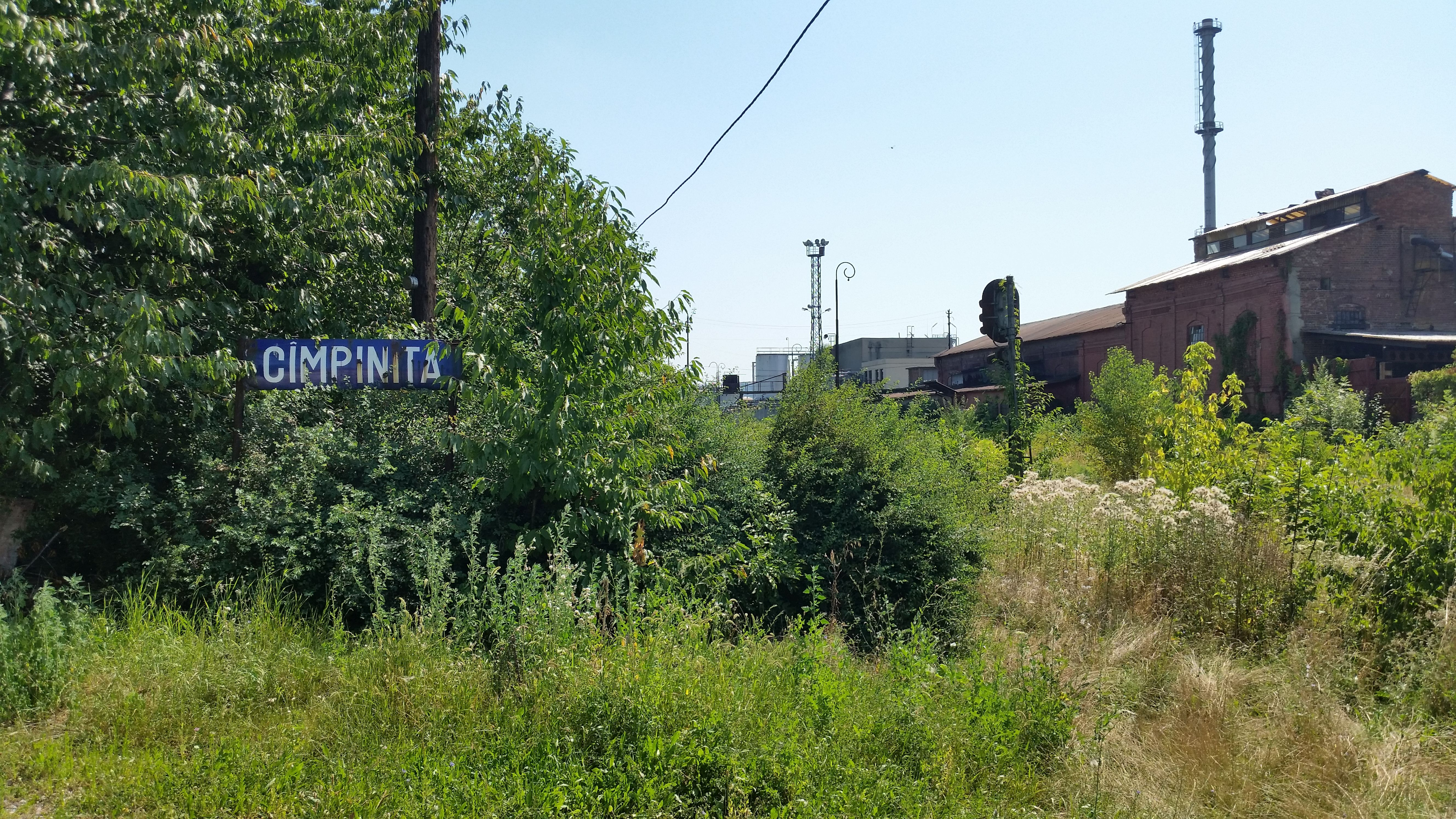
Indicator al gării acoperit de vegetație în 2017.
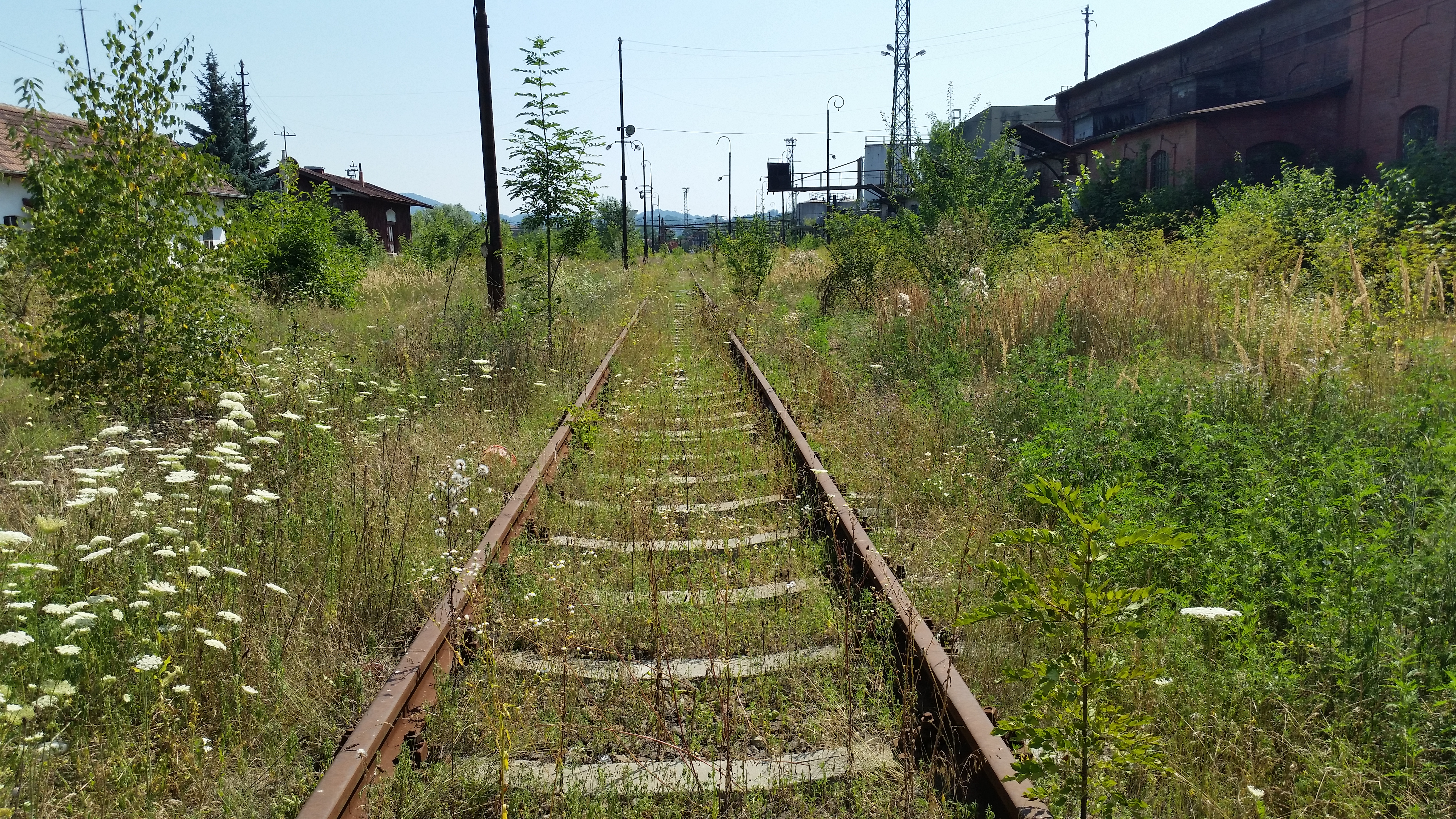
Calea ferată Câmpina–Telega în gara Câmpinița. Clădirile gării sunt în stânga, rafinăria „Steaua Română” în dreapta.
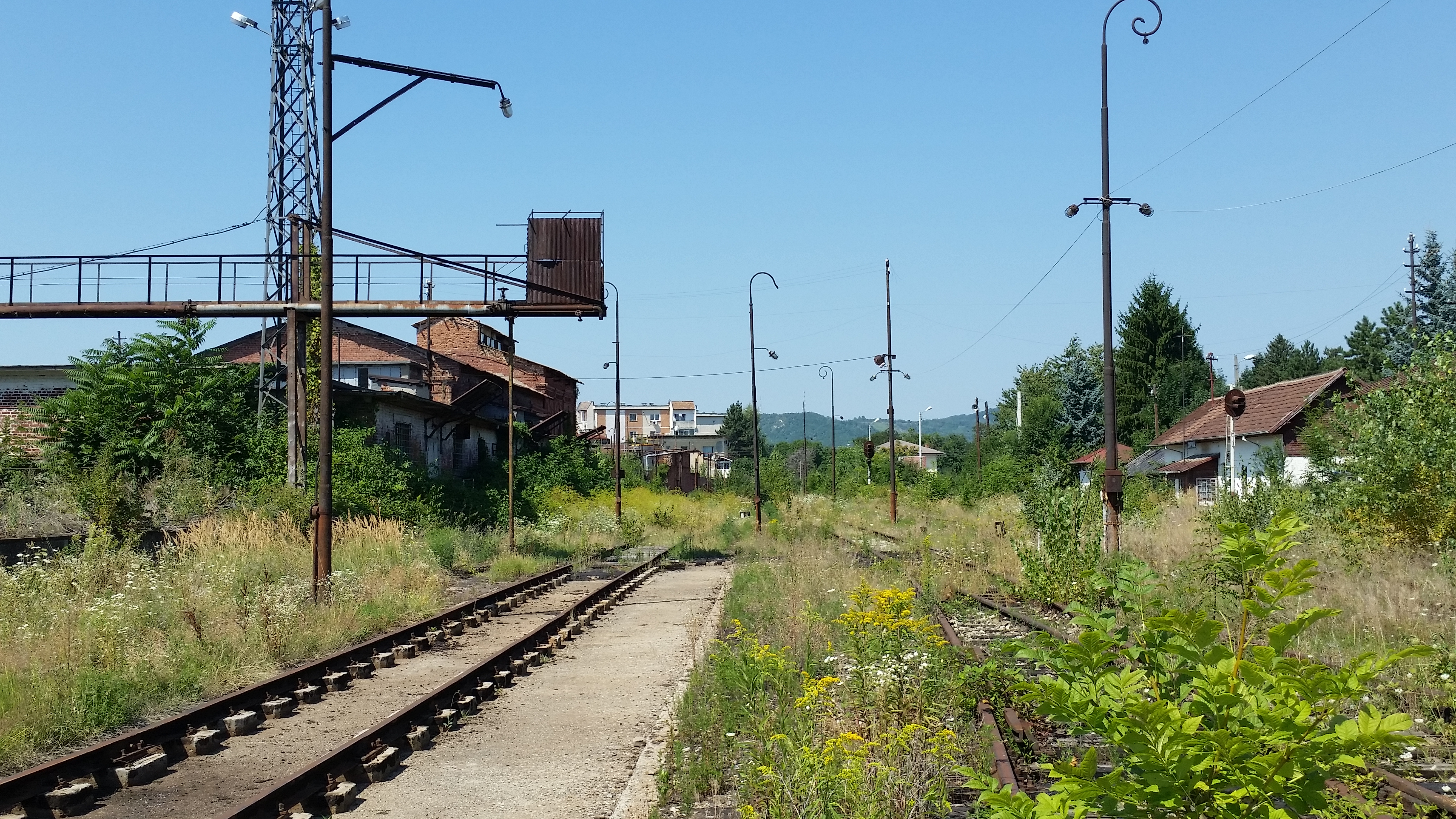
Fosta stație de încărcare-descărcare a rafinăriei. Clădirea gării se vede în dreapta imaginii.
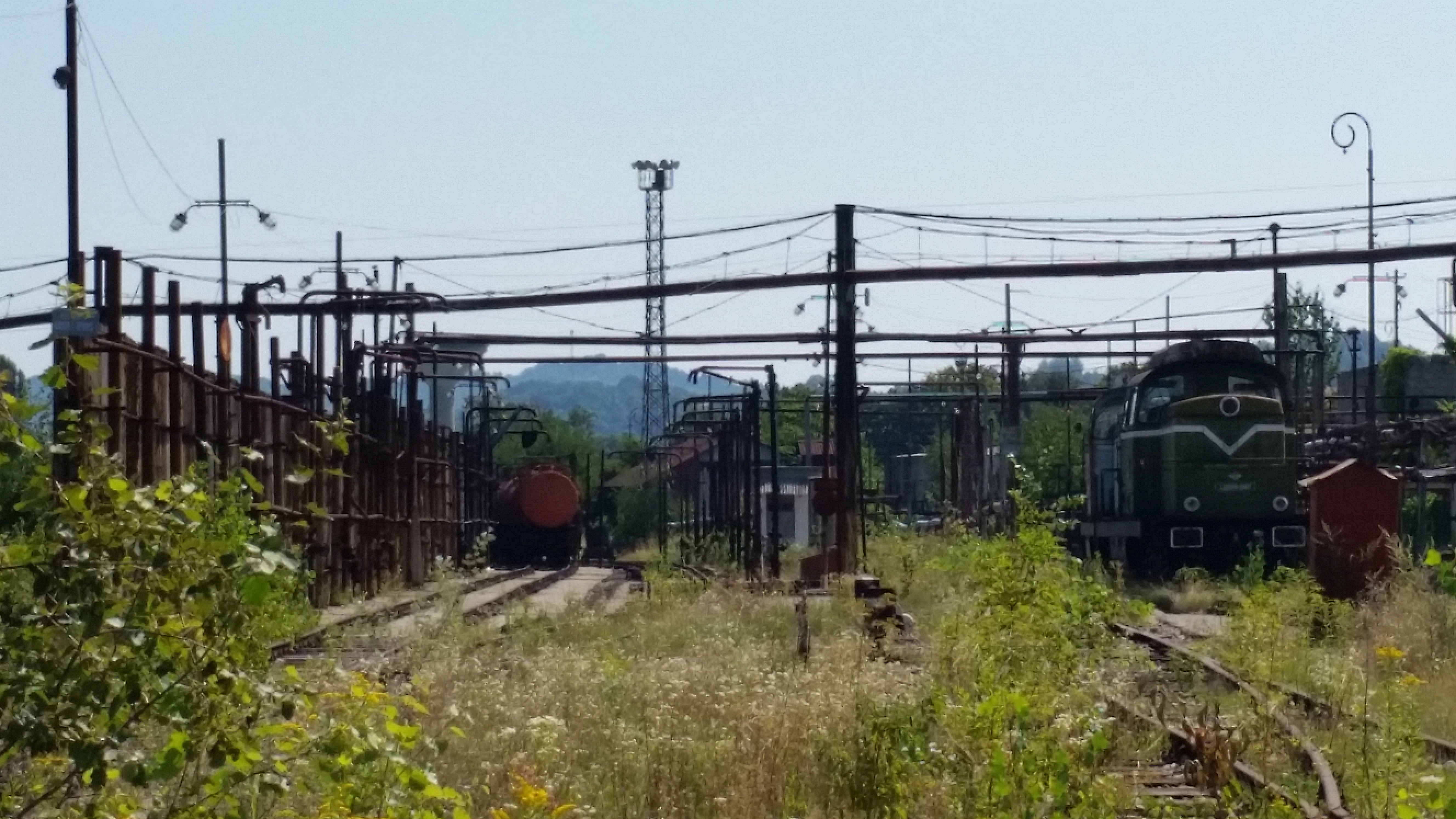
Locomotivă și vagoane cisternă abandonate în triajul rafinăriei „Steaua Română”.

Încă din anul 1985 personalul de specialitate al CFR a constatat rotiri ale pilei numărul 5 a podului feroviar de la km 0+609, pe care calea ferată Câmpina–Telega traversa râul Prahova. Conform unei expertize a CFR, aceasta fusese fundată greșit, „într-un strat de pietriș cu bolovăniș, sub care se găsește un strat de sare compactă”, problemă agravată de existența „unui curent de apă subteran ce trece oblic pe sub latura din amonte a pilei”. Pe data de 24 septembrie 2013, din cauza agravării situației acestei pile, care punea în pericol întregul pod, CFR a decis închiderea completă a circulației feroviare între Câmpina și Câmpinița. În anii următori traversările de către calea ferată Câmpina–Telega a unor străzi din Câmpina au fost acoperite cu asfalt. O locomotivă LDH70-086 și una LDH70-246, precum și mai multe vagoane cisternă au fost abandonate în fostul triaj al rafinăriei „Steaua Română” din gara Câmpinița, unde se găsesc și în prezent, nemaifiind posibilă deplasarea lor pe nici o direcție. Pe 2 iunie 2016, ele au fost scoase la licitație de administratorul judiciar al rafinăriei, împreună cu alte bunuri ale companiei, dar nu au fost adjudecate.